# Taktisches Ausbildungskommando der Luftwaffe in Portugal
Das Taktische Ausbildungskommando der Luftwaffe in Portugal (so sein letzter Name) war von 1965 bis 1993 eine Dienststelle der Luftwaffe, die für die Durchführung des Ausbildungsbetriebes der Luftwaffe in Portugal verantwortlich war. Das Kommando wurde zum Jahresende 1993 aufgelöst.

## Geschichte

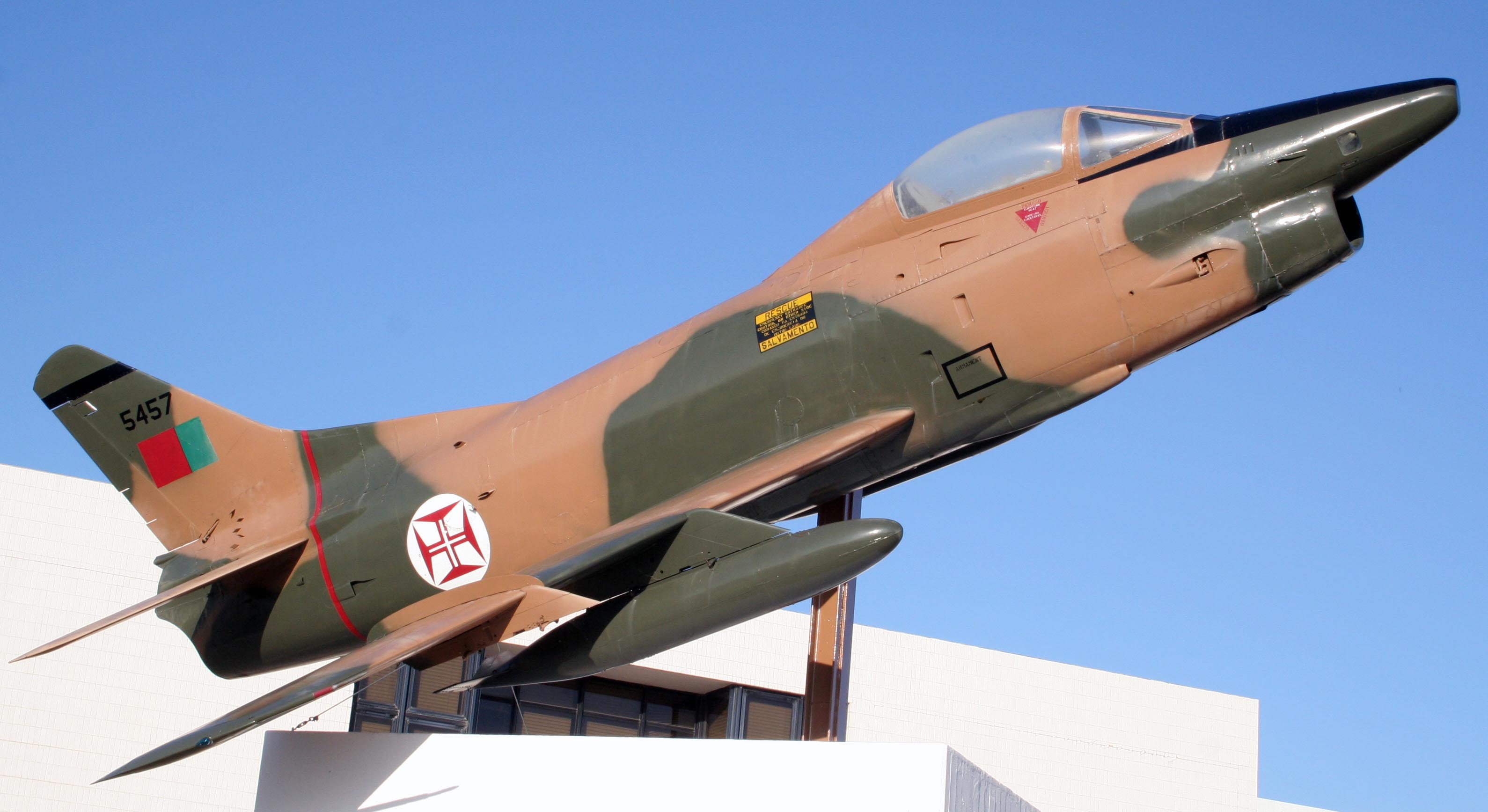
G.91 vor der portugiesischen Luftwaffenakademie (ex 31+96)

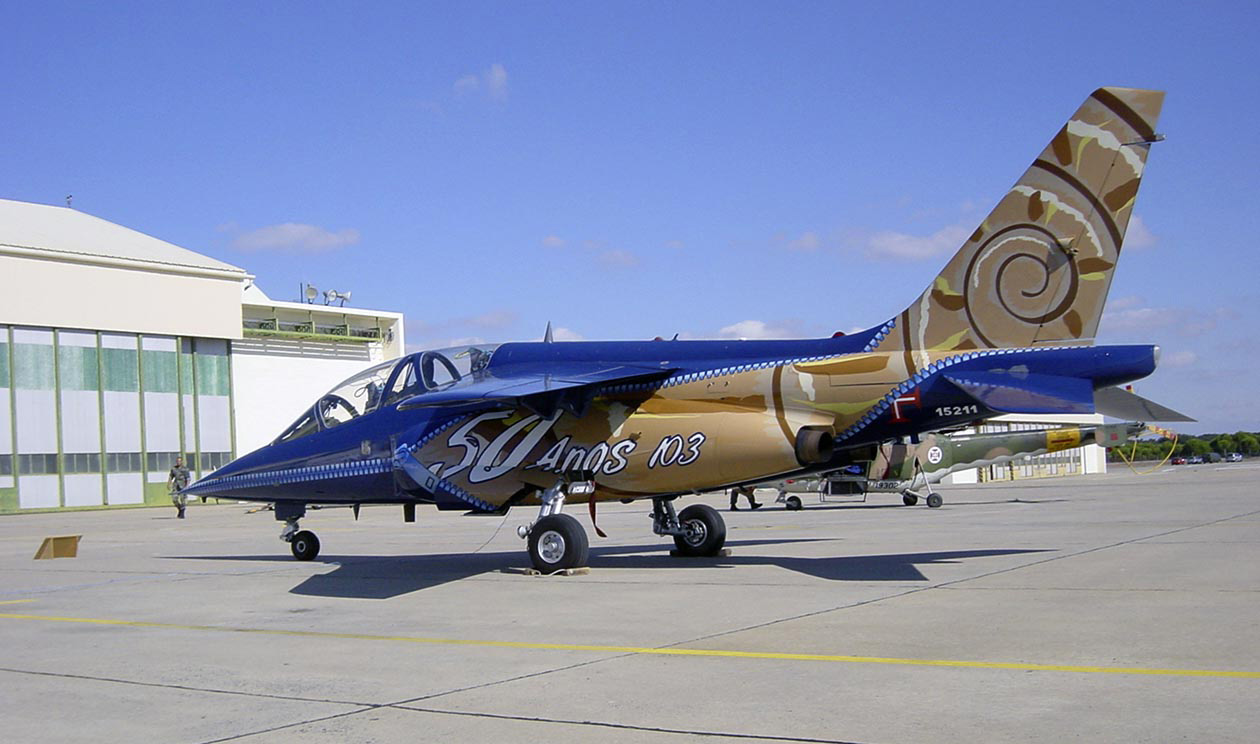
FAP Alpha Jet in Sonderlackierung zum 50. Geburtstag der Esquadra 103 (die ex 40+37 der Deutschen Luftwaffe)

Aufgrund des beengten Luftraumes und der oft ungünstigen Wetterverhältnisse über Mitteleuropa betrieb die Deutsche Luftwaffe seit ihrer Gründung in den 1950er Jahren Ausbildungseinrichtungen in geeigneteren Gegenden verbündeter NATO-Staaten.
Hierzu zählte auch eine auf der Base Aérea Nº 11 nahe Beja im südlichen Portugal stationierte Ausbildungseinrichtung, das Deutsche Luftwaffenkommando Beja. Es wurde 1963 zunächst in Köln-Wahn aufgestellt und verlegte 1965 an seinen endgültigen Einsatzort. In den ersten Jahren betrieb man als feststationiertes Luftfahrzeugmuster die Fiat G.91 und unterstand der 3. Luftwaffendivision.
Am 1. Januar 1980 wurde das Kommando in Deutsches Luftwaffenübungsplatzkommando Beja umbenannt und im Juli dieses Jahres wurden die G.91 durch 18 Alpha-Jets ersetzt, wobei man einen Teil der nicht mehr benötigten "Ginas" an die gastgebende Força Aérea Portuguesa (FAP) abgab. Im Ernstfall hätten diese Alpha-Jets zusammen mit weiteren Maschinen des Jagdbombergeschwaders 49 in Fürstenfeldbruck das in Friedenszeiten gekaderte Jagdbombergeschwader 44 in Leipheim gebildet. Im April 1981 wechselte das Kommando zur 1. Luftwaffendivision.
Neben den permanent stationierten Trainern verlegten regelmäßig auch in Deutschland stationierte Kampfflugzeuge zum Tiefflug- und Waffeneinsatztraining nach Beja, wo es auch eine Deutsche Schule gab.
Im Rahmen der Verkleinerung der Luftwaffe nach der Wiedervereinigung Deutschlands wurde die ab 1. Oktober 1986 Taktisches Ausbildungskommando der Luftwaffe in Portugal bezeichnete Einheit am 16. Dezember 1993 außer Dienst gestellt und am 31. März 1994 aufgelöst. Wiederum wurde eine Reihe ehemaliger Luftwaffenjets an Portugal abgegeben.